# Чеккано
Чеккано (італ. Ceccano) — муніципалітет в Італії, у регіоні Лаціо,  провінція Фрозіноне.
Чеккано розташоване на відстані близько 80 км на південний схід від Рима, 8 км на південь від Фрозіноне.
Населення — 23 514 осіб (2014).
Щорічний фестиваль відбувається 24 червня. Покровитель — святий Іван Хреститель.

## Демографія
Населення за роками:

Станом на 1 січня 2023 року в муніципалітеті офіційно проживало 812 іноземців з 63 країн, серед них 237 громадян країн Євросоюзу та 51 громадянин України.

## Сусідні муніципалітети
- Арнара
- Кастро-дей-Вольші
- Фрозіноне
- Джуліано-ді-Рома
- Патрика
- Пофі
- Вілла-Санто-Стефано